# 우상욱
우상욱(1970년 ~)은 대한민국의 기업인이다. 지상파 민영 상업 방송사인 TY홀딩스 미디어정책실장 겸 비서실장을 맡고 있다.

## 학력
- 단국대학교 사범대학 부속고등학교 졸업
- 서울대학교 경제과 학사

## 경력
- 1995년 : SBS 공채 5기 기자 입사
- SBS 보도본부 사회1부 교육담당 기자
- SBS 보도본부 사회2부 법조팀 기자
- SBS 보도본부 베이징 특파원
- 2017년 12월~2018년 12월: SBS 보도본부 뉴스혁신부장
- 2018년 12월~2019년 12월: SBS 보도본부 사회부장(에디터)
- 2019년 12월~2021년 1월: SBS 전략기획실 정책팀장
- 2021년 1월~2021년 11월: SBS 보도본부 경제부장(에디터)
- 2021년 11월~2022년 9월: SBS 보도본부 8뉴스부장(에디터)
- 2022년 9월~2022년 12월: SBS 보도본부 뉴스플랫폼총괄
- 2022년 12월~2023년 9월: SBS 통합뉴스룸 보도국장(부국장)
- 2023년 9월~2024년 5월: SBS 저널리즘Lab 담당
- 2024년 5월~2024년 12월: TY홀딩스 미디어정책실장
- 2025년 1월~: TY홀딩스 회장 비서실장 겸 미디어정책실장